# Dave Randall (tennis)
Pour les articles homonymes, voir Dave Randall.
Dave Randall, né le 8 mai 1967 à Memphis, est un ancien joueur américain de tennis.

## Palmarès

### Titres en double messieurs
| No | Date       | Nom et lieu du tournoi                               | Catégorie    | Dotation  | Surface      | Partenaire       | Finalistes                | Score         |  |
| -- | ---------- | ---------------------------------------------------- | ------------ | --------- | ------------ | ---------------- | ------------------------- | ------------- |  |
| 1  | 24-02-1992 | Purex Championships Scottsdale                       | World Series | 235 000 $ | Dur (ext.)   | Mark Keil        | Kent Kinnear Sven Salumaa | 4-6, 6-1, 6-2 |  |
| 2  | 22-02-1993 | Purex Championships Scottsdale                       | World Series | 275 000 $ | Dur (ext.)   | Mark Keil        | Luke Jensen Sandon Stolle | 7-5, 6-4      |  |
| 3  | 05-05-1997 | America's Red Clay Tennis Championship Coral Springs | World Series | 245 000 $ | Terre (ext.) | Greg Van Emburgh | Luke Jensen Murphy Jensen | 6-7, 6-2, 7-6 |  |

### Finales en double messieurs
| No | Date       | Nom et lieu du tournoi                   | Catégorie    | Dotation  | Surface      | Vainqueurs                           | Partenaire       | Score         |  |
| -- | ---------- | ---------------------------------------- | ------------ | --------- | ------------ | ------------------------------------ | ---------------- | ------------- |  |
| 1  | 27-04-1992 | AT&T Tennis Challenge Atlanta            | World Series | 235 000 $ | Terre (ext.) | Steve DeVries David Macpherson       | Mark Keil        | 6-3, 6-3      |  |
| 2  | 27-09-1993 | Swiss Indoors Bâle                       | World Series | 775 000 $ | Dur (int.)   | Byron Black Jonathan Stark           | Brad Pearce      | 3-6, 7-5, 6-3 |  |
| 3  | 02-10-1995 | Grand Prix de Toulouse Toulouse          | World Series | 375 000 $ | Dur (int.)   | Jonas Björkman John-Laffnie de Jager | Greg Van Emburgh | 7-6, 7-6      |  |
| 4  | 08-01-1996 | Indonesian Open Jakarta                  | World Series | 303 000 $ | Dur (ext.)   | Rick Leach Scott Melville            | Kent Kinnear     | 6-1, 2-6, 6-1 |  |
| 5  | 08-04-1996 | Salem Open Hong Kong                     | World Series | 303 000 $ | Dur (ext.)   | Patrick Galbraith Andreï Olhovskiy   | Kent Kinnear     | 6-3, 6-7, 7-6 |  |
| 6  | 09-06-1997 | Internazionali di Tennis Carisbo Bologne | World Series | 303 000 $ | Terre (ext.) | Gustavo Kuerten Fernando Meligeni    | Jack Waite       | 6-2, 7-5      |  |
| 7  | 18-08-1997 | US Pro Championships Boston              | World Series | 303 000 $ | Dur (ext.)   | Jacco Eltingh Paul Haarhuis          | Jack Waite       | 6-4, 6-2      |  |
| 8  | 24-08-1998 | Hamlet Cup Long Island                   | Int' Series  | 315 000 $ | Dur (ext.)   | Julián Alonso Javier Sánchez         | Brandon Coupe    | 6-4, 6-4      |  |

## Parcours en Grand Chelem

### En double mixte
| Année | Open d'Australie                  | Open d'Australie           | Roland-Garros | Roland-Garros | Wimbledon | Wimbledon | US Open | US Open |
| 1995  | 1er tour (1/16) Patricia Tarabini | Lori McNeil Javier Sánchez |               |               |           |           |         |         |

Sous le résultat, la partenaire ; à droite, l'ultime équipe adverse.